# شبيهات السمية
شبيهات السُمّيَّة (الاسم العلمي: Fomitopsidaceae)، فصيلة فطريات من رتبة متعددات الأبواغ. معظم أنواعه تتطفل على النباتات الخشبية، وتميل إلى التسبب في تعفن بني.